# 諏訪市原田泰治美術館
諏訪市原田泰治美術館（すわしはらだたいじびじゅつかん）は、長野県諏訪市渋崎にある、同市出身のグラフィックデザイナー・画家の原田泰治の作品を中心に展示する市立の個人美術館。名誉館長は原田と親交が深い歌手のさだまさし。1998年に開館した。
諏訪湖の東南岸の湖畔に建っており、原田の描く日本の素朴な風景画や原田の友人の作品などを展示している。
原田泰治自身が幼い時に小児麻痺で両足が不自由になっていることもあってか、「人に優しい美術館」を標榜している。館内はバリアフリーが徹底されており、4台の車椅子が常備されているほか、目の不自由な人のために絵の立体コピーや、原田が書いた絵本の点字版なども用意されている。

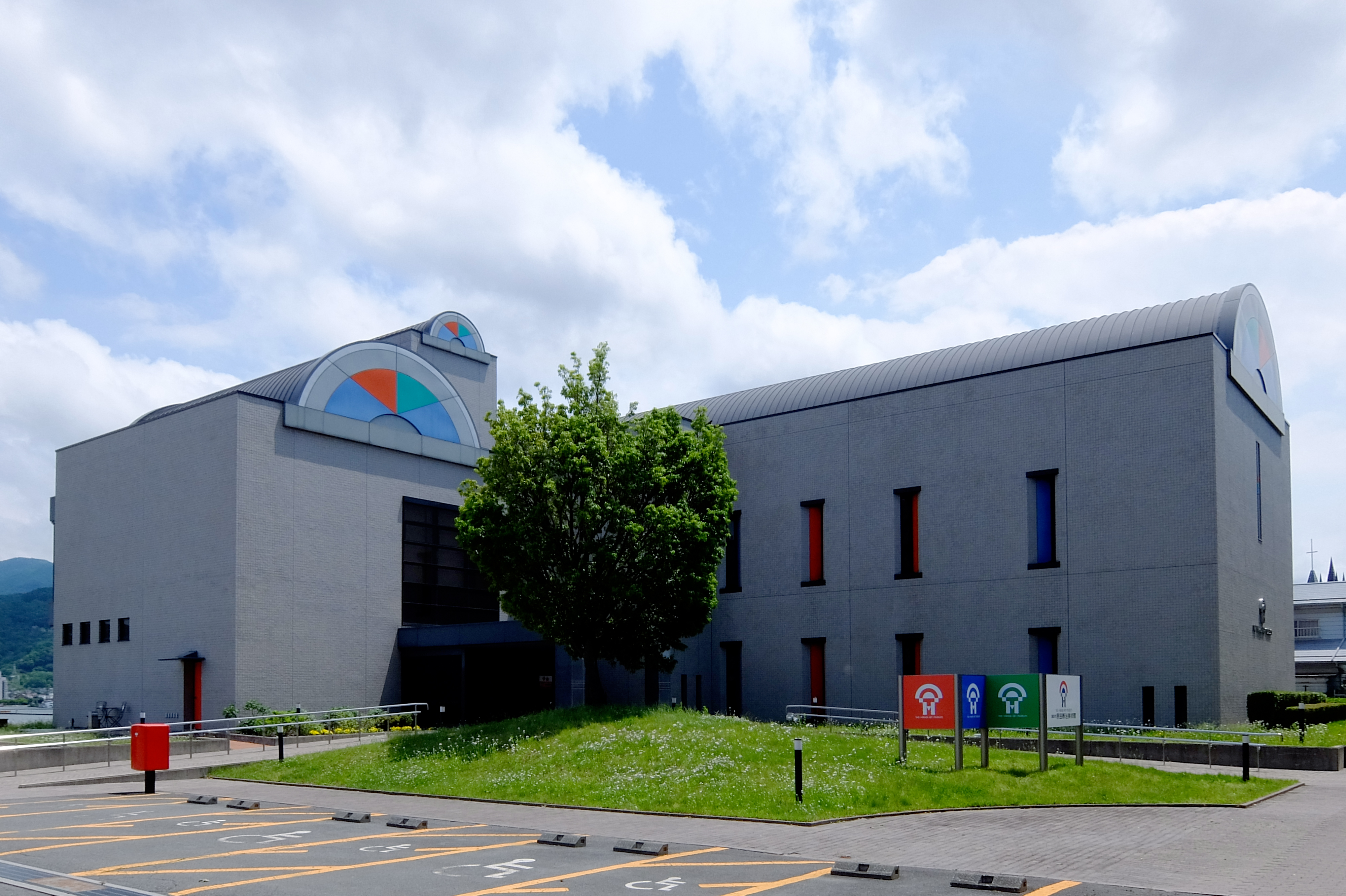
建物入り口側

## 絵画キルト大賞
2004年に原田の作品の世界をパッチワークキルトで表現する原田泰治美術館主宰の公募展「原田泰治の世界をキルトで遊ぶ　第一回　絵画キルト大賞」が始まり、以後毎年開催されている。同館での受賞作品展では大賞、優秀賞など受賞作品と原田の原画を並べて展示されてきた。
2022年4月、2020年に開催された第15回展を最後に終了となったと発表された。

## アクセス・開館時間など
- アクセス

中央本線上諏訪駅より徒歩30分、バス･タクシーで15分
中央自動車道諏訪ICから5キロ
- 開館時間

9:00 - 17:00（毎週月曜・年末年始および展示品の入れ替え時は休館）
公式ホームページにて優待割引券が入手できる｡

## 周辺
- 諏訪湖ヨットハーバー
- 諏訪市湖畔公園
- 上諏訪温泉
  - 片倉館（重要文化財）
  - 諏訪市美術館
- サンリツ服部美術館
- 北澤美術館
- SUWAガラスの里の美術館